# Качешур
Качешу́р — бывшая деревня в Андрейшурском сельском поселении Балезинского района Удмуртии. Центр поселения — село Андрейшур.
Деревня находилась в конце узкоколейки идущей от Верхнелюкского лесоучастка (сейчас деревня Люк) (8 километров), ближайший существующий населённый пункт — деревня Верх-Люк.
Деревня стояла на речке Туга — левом притоке реки Чепца.
Население — 6 человек в 1961.